# Schorsmarpissa
De schorsmarpissa (Marpissa muscosa) is een spin uit de familie van de springspinnen (Salticidae). De wetenschappelijke naam van de soort werd, als Araneus muscosus, in 1758 gepubliceerd door Carl Alexander Clerck. De schorsmarpissa is de typesoort van het geslacht Marpissa.
De soort komt voor in Europa, Turkije, de Kaukasus en het Aziatisch deel van Rusland tot in Midden-Siberië. In Nederland is de soort algemeen, en kan geregeld binnen worden aangetroffen.

## Kenmerken
Het mannetje wordt 6 tot 8 mm groot, het vrouwtje 8 tot 13 mm. De schorsmarpissa heeft een buitengewoon goed ontwikkeld gezichtsvermogen. Van de acht spinnenogen zijn er twee, de voormiddenogen, veel groter dan de andere. De ogen aan de achterzijde staan ver naar achteren, ze zijn op de afbeelding zichtbaar op het kopborststuk tussen de inplant van poot I en II.

## Gedrag
De spin houdt zich bij voorkeur op zonnige verticale vlakken zoals bomen of palen op, mits er een gaatje in de buurt is waar ze bij onraad snel kan wegkruipen. De prooi wordt beslopen en dan onverhoeds besprongen.

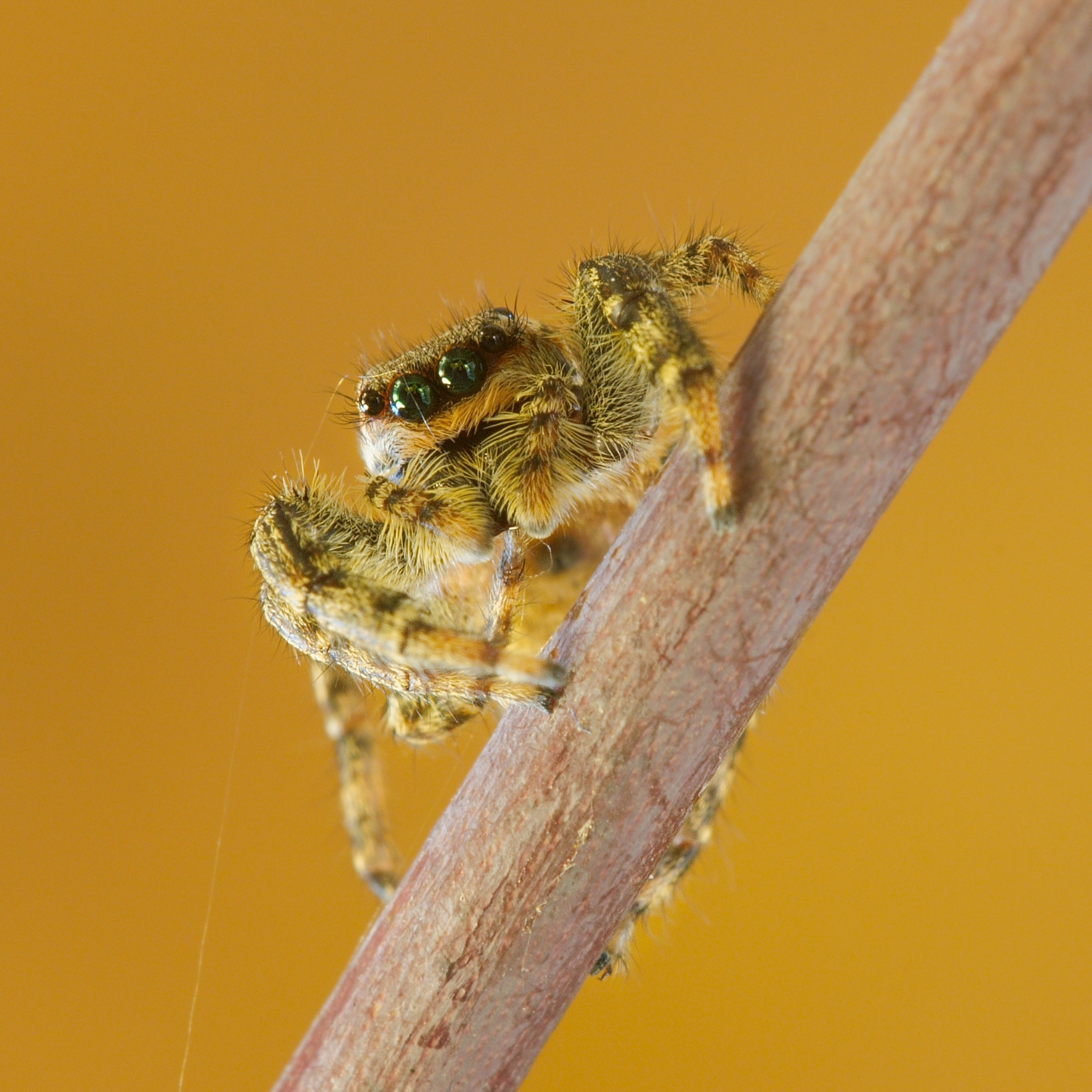

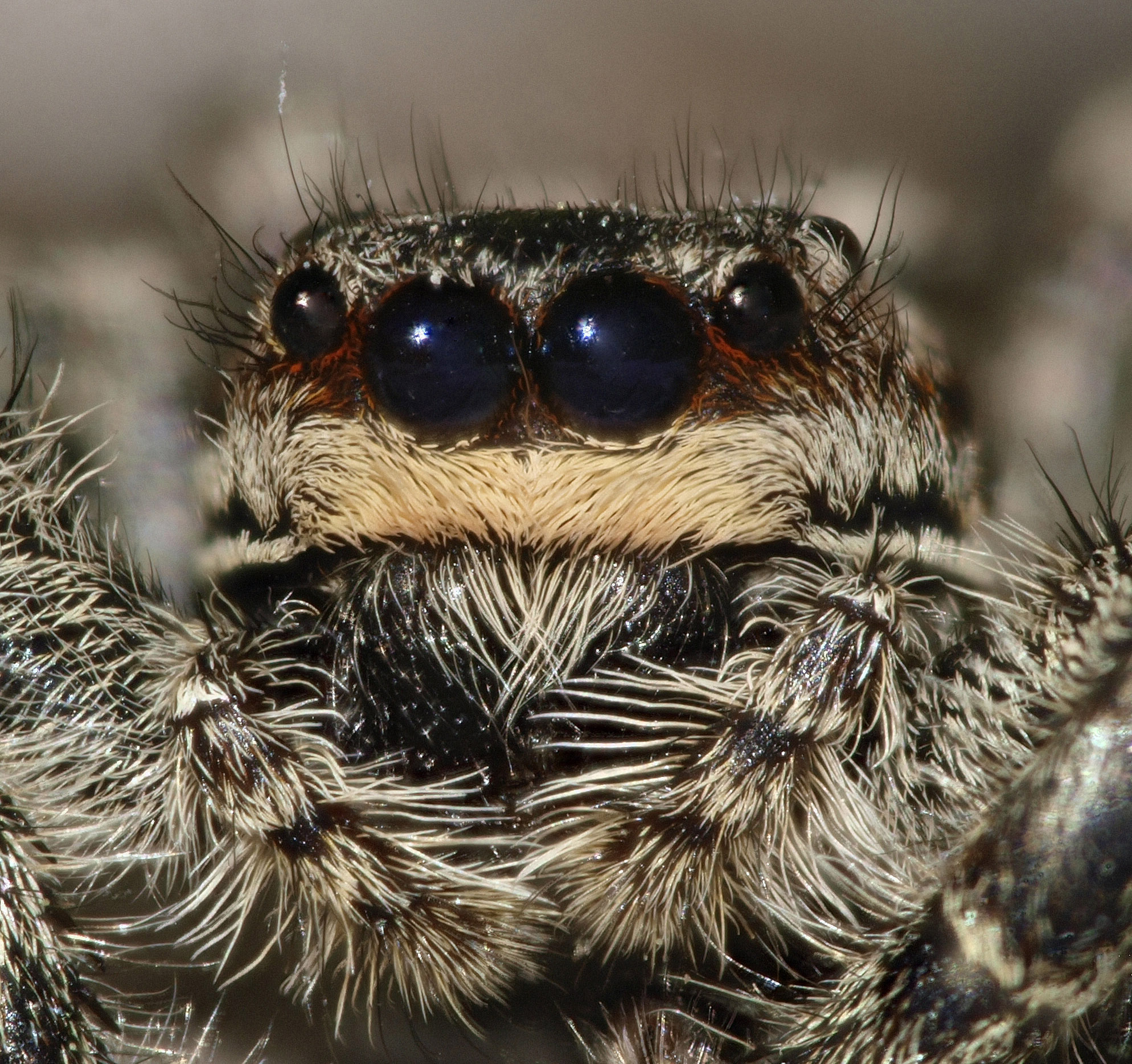
Schorsmarpissa, vrouwtje